# Une femme d'honneur
Cet article possède des paronymes, voir Femme d'honneur et Des femmes d'honneur.
Une femme d'honneur est une série télévisée française en 37 épisodes de 90 minutes créée par Éric Kristy et diffusée du 21 novembre 1996 au 13 mars 2008 sur TF1.
Elle est rediffusée sur TMC, AB3 ainsi que sur TV Breizh, 13e rue , Polar+ et sur Chérie 25 dès le 3 septembre 2017, et au Québec par le biais de RFO (Saint-Pierre-et-Miquelon 1re), et à partir de février 2000 à Séries+. Depuis le 27 février 2023, la série est rediffusée sur RTL9. Depuis le 16 décembre 2024, l'intégralité est diffusée sur la plateforme gratuite TF1+.

## Synopsis
Cette série policière met en scène une brigade de la gendarmerie nationale dirigée par Isabelle Florent, officier et maman solo d’un fils. La série se déroule au départ à Auxerre (1996-2000) (à environ 35 km de Noyers et environ 43 km d'Avallon selon une image du téléfilm d'introduction) avant de déménager dans le Sud: Beaumes-de-Venise (2001-2002) , et enfin Grasse (2003-2007).
Adjudant-chef puis lieutenant de gendarmerie, le personnage fictif d'Isabelle Florent est titulaire de la médaille d'or de la Défense nationale avec agrafes « Gendarmerie nationale » et « Gendarmerie départementale » ainsi que de la médaille de bronze pour acte de courage et de dévouement.
La fin du trente-septième épisode, L'Ange noir, diffusé le 13 mars 2008, laisse penser qu'Isabelle Florent meurt, ce que l'actrice, Corinne Touzet dément, affirmant que son personnage finit en fait réanimé après la fin. La série s'achève sur cet épisode, Corinne Touzet ayant annoncé, en mai 2007, son intention de quitter la série.

## Distribution

### Postes
| Saison          | 1                                                               | 2                                                               | 3                                                               | 4                                                               | 5                                                               | 6                                                               | 7                                                               | 8                                                               | 9                                                                           | 10                                                                          | 11                                                                          |
| --------------- | --------------------------------------------------------------- | --------------------------------------------------------------- | --------------------------------------------------------------- | --------------------------------------------------------------- | --------------------------------------------------------------- | --------------------------------------------------------------- | --------------------------------------------------------------- | --------------------------------------------------------------- | --------------------------------------------------------------------------- | --------------------------------------------------------------------------- | --------------------------------------------------------------------------- |
| Lieu            | Auxerre                                                         | Auxerre                                                         | Auxerre                                                         | Auxerre                                                         | Beaume-de-Venise                                                | Beaume-de-Venise                                                | Grasse                                                          | Grasse                                                          | Grasse                                                                      | Grasse                                                                      | Grasse                                                                      |
| Chef de brigade | Capitaine Christian Rocher (Yves Beneyton)                      | Chef d'escadron Beaulieu (Claude Petit)                         | Capitaine Philippe Kremen (Pierre Deny)                         | Capitaine Philippe Kremen (Pierre Deny)                         | Capitaine Philippe Kremen (Pierre Deny)                         | Capitaine Philippe Kremen (Pierre Deny)                         | Capitaine Philippe Kremen (Pierre Deny)                         | Capitaine Philippe Kremen (Pierre Deny)                         | Capitaine Philippe Kremen (Pierre Deny)                                     | Capitaine Philippe Kremen (Pierre Deny)                                     | Capitaine Philippe Kremen (Pierre Deny)                                     |
| Chef de groupe  | Adjudant-chef puis Lieutenant Isabelle Florent (Corinne Touzet) | Adjudant-chef puis Lieutenant Isabelle Florent (Corinne Touzet) | Adjudant-chef puis Lieutenant Isabelle Florent (Corinne Touzet) | Adjudant-chef puis Lieutenant Isabelle Florent (Corinne Touzet) | Adjudant-chef puis Lieutenant Isabelle Florent (Corinne Touzet) | Adjudant-chef puis Lieutenant Isabelle Florent (Corinne Touzet) | Adjudant-chef puis Lieutenant Isabelle Florent (Corinne Touzet) | Adjudant-chef puis Lieutenant Isabelle Florent (Corinne Touzet) | Adjudant-chef puis Lieutenant Isabelle Florent (Corinne Touzet)             | Adjudant-chef puis Lieutenant Isabelle Florent (Corinne Touzet)             | Adjudant-chef puis Lieutenant Isabelle Florent (Corinne Touzet)             |
| Sous-officier   | Adjudant Francis Rivière (Franck Capillery)                     | Adjudant Francis Rivière (Franck Capillery)                     | Adjudant Francis Rivière (Franck Capillery)                     | Adjudant Francis Rivière (Franck Capillery)                     | Adjudant Francis Rivière (Franck Capillery)                     | Adjudant Francis Rivière (Franck Capillery)                     | Adjudant Francis Rivière (Franck Capillery)                     | Adjudant Francis Rivière (Franck Capillery)                     | Adjudant Francis Rivière (Franck Capillery)                                 | Adjudant Francis Rivière (Franck Capillery)                                 | Adjudant Francis Rivière (Franck Capillery)                                 |
| Gendarmes       | Gendarme Pierre Roussillon (Pierre-Marie Escourrou)             | Gendarme Pierre Roussillon (Pierre-Marie Escourrou)             | Gendarme Pierre Roussillon (Pierre-Marie Escourrou)             | Gendarme Pierre Roussillon (Pierre-Marie Escourrou)             | Gendarme Pierre Roussillon (Pierre-Marie Escourrou)             | Gendarme Pierre Roussillon (Pierre-Marie Escourrou)             | Gendarme Pierre Roussillon (Pierre-Marie Escourrou)             | Gendarme Pierre Roussillon (Pierre-Marie Escourrou)             | Gendarme Pierre Roussillon (Pierre-Marie Escourrou)                         | Gendarme Pierre Roussillon (Pierre-Marie Escourrou)                         | Gendarme Pierre Roussillon (Pierre-Marie Escourrou)                         |
| Gendarmes       | Gendarme Serge Moynet (Benoist Brione)                          | Gendarme Serge Moynet (Benoist Brione)                          | -                                                               | -                                                               | -                                                               | -                                                               | -                                                               | -                                                               | Gendarmes Ludovic Lestac (Maka Sidibé) - Christophe Rosen (Serge Gisquière) | Gendarmes Ludovic Lestac (Maka Sidibé) - Christophe Rosen (Serge Gisquière) | Gendarmes Ludovic Lestac (Maka Sidibé) - Christophe Rosen (Serge Gisquière) |
| Gendarmes       | Gendarme Stéphane Cluzeau (Grégori Baquet)                      | Gendarme Stéphane Cluzeau (Grégori Baquet)                      | Gendarme Stéphane Cluzeau (Grégori Baquet)                      | Gendarme Stéphane Cluzeau (Grégori Baquet)                      | -                                                               | -                                                               | -                                                               | -                                                               | -                                                                           | -                                                                           | -                                                                           |
| TIC             | Gendarme Patrick Platon (Xavier Clément)                        | Gendarme Patrick Platon (Xavier Clément)                        | Gendarme Patrick Platon (Xavier Clément)                        | Gendarme Patrick Platon (Xavier Clément)                        | Gendarme Patrick Platon (Xavier Clément)                        | Gendarme Patrick Platon (Xavier Clément)                        | Gendarme Patrick Platon (Xavier Clément)                        | Gendarme Patrick Platon (Xavier Clément)                        | Gendarme Patrick Platon (Xavier Clément)                                    | Gendarme Patrick Platon (Xavier Clément)                                    | Gendarme Patrick Platon (Xavier Clément)                                    |
| Procureur       | Procureur Jeanne-Marie Collignon (Annick Blancheteau)           | Procureur Jeanne-Marie Collignon (Annick Blancheteau)           | -                                                               | -                                                               | -                                                               | -                                                               | -                                                               | -                                                               | -                                                                           | -                                                                           | -                                                                           |

### Acteurs principaux
Dans cette série, les figurants sont de vrais gendarmes et les véhicules sont loués à la gendarmerie .

#### Chef d'équipe
- Chef d'équipe Auxerre, Beaume-de-Venise et Grasse :
  - Corinne Touzet : Adjudant-Chef (saisons 1 à 10) puis Lieutenant (saisons 10/11) Isabelle Florent (pilote + saisons 1 à 11)

#### Commandants de compagnie
- Commandants de compagnie Auxerre :
  - Yves Beneyton : Capitaine Christian Rocher (pilote + saisons 1 et 2)
  - Claude Petit : Commandant Beaulieu (saison 2)

- Commandants de compagnie Auxerre, Beaume-de-Venise et Grasse :
  - Pierre Deny : Capitaine Philippe Kremen (saisons 3 à 11 (apparaît dans la saison 2))

#### Gendarmes
- Gendarmes Auxerre, Beaume-de-Venise et Grasse :
  - Franck Capillery : Adjudant Francis Rivière (pilote + saisons 1 à 11)
  - Pierre-Marie Escourrou : Gendarme Pierre Roussillon (pilote + saisons 1 à 11 sauf épisode Une erreur de jeunesse)

- Gendarmes Auxerre :
  - Benoist Brione : Gendarme Serge Moynet (pilote + saisons 1 et 2)
  - Grégori Baquet : Gendarme Stéphane Cluzeau (compagnie motocycliste) (pilote + saisons 1 à 4)

- Gendarmes Grasse :
  - Maka Sidibé : Gendarme Ludovic Lestac (saisons 9 à 11)
  - Serge Gisquière: Gendarme : Christophe Rosen (saison 10)

#### TIC
- TIC Auxerre, Beaume-de-Venise et Grasse :
  - Xavier Clément : Gendarme (T.I.C.) Patrick Platon (pilote + saisons 1 à 11)

#### Procureurs
- Procureurs Auxerre :
  - Dominique Labourier : Procureur Marie-Claude Monestier (pilote)
  - Annick Blancheteau : Procureur Jeanne-Marie Collignon (saisons 1 et 2)

#### Famille Isabelle Florent
- Philippe Leroy-Beaulieu : Colonel Bernard Florent, père d'Isabelle (saisons 1 et 2)
- Romaric Perche : Nicolas Florent, fils d'Isabelle et de Hervé (saisons 1 à 9)
- Aurore Ponomarenko : Chloé Audali, adolescente sous la tutelle d'Isabelle (saisons 9 à 11)

#### Famille Francis Rivière
- Blanche Raynal : Christine Rivière, femme de Francis (pilote + saisons 1 à 11)

### Invités
- Julie Delafosse : Claire Moynet, fille de Serge, assassinée dans l'épisode-pilote (pilote)
- Julien Naccache : Julien Rivière, fils de Francis et de Christine (pilote)
- Claude Jade : Madeleine Trobert (saison 1, épisode 3)
- Alexandre Thibault : Thomas Godard (saison 2, épisode 2)
- Georges Corraface : Hervé, père de Nicolas (saison 3, épisode 1)
- Joy Esther : Alice (saison 3, épisode 2)
- Léa François : Lucie (saison 3, épisode 3)
- Jean Dell : un journaliste (saison 4, épisode 3)
- Sylvie Laguna : secrétaire de Claire (saison 5, épisode 3)
- Maxime Leroux : Éric Vannier (saison 6, épisode 1)
- Yan Duffas : Jérémie Tardieu (saison 6, épisode 1)
- Ana Piévic : Émilie (saison 6, épisode 1)
- Hélène Vauquois : Brigitte, compagne de Platon (saison 6, épisode 1)
- Mathieu Delarive : Didier (saison 7, épisode 1)
- Alexandre Thibault : Bruno, compagnon de Josiane la prostituée (saison 7, épisode 1)
- Gisèle Casadesus : Marthe Langlois (saison 8, épisode 2)
- Hélène Vauquois : Anne Servat (saison 9, épisode 2)
- Maxime Leroux : Roland Vaneck (saison 10, épisode 1)
- Anne Canovas : Maria et Valentine (saison 10, épisode 2)
- Anne-Charlotte Pontabry : Jennifer Laborie (saison 11, épisode 1)
- François-Éric Gendron : Gilbert Marchand (pilote et saison 11, épisode 2)
- Laëtitia Milot : la secrétaire (saison 5, épisode 7)

## Lieux de tournage
Au départ, la série est tournée principalement à Auxerre ainsi que dans les villages alentour, comme Appoigny. La caserne est en réalité le lycée Saint-Germain, à Auxerre.
À partir de 2001 et jusqu'en 2003, l'action se situe à Beaumes-de-Venise dans le Vaucluse étant donné que l'actrice principale s'était installée dans le Luberon .
Enfin, à partir de 2003 puis jusqu'à l'arrêt de la série, l'action se déroule à Grasse dans les Alpes-Maritimes. Plusieurs villages aux alentours servent alors de lieux de tournage : Cabris à de nombreuses reprises, Châteauneuf-Grasse, Saint-Cézaire-sur-Siagne, Peymeinade ou Mouans-Sartoux entre autres, dans la caserne de la Gendarmerie Mobile de Grasse .

## Récompense
- 2004 : Héros de série préféré des Français (prix du public Téléstar/TMC) pour Corinne Touzet au Festival de la fiction TV de Saint-Tropez[6]